# Horikoshi Kōhei
Kōhei Horikoshi (Nhật: 堀越 耕平 (Quật Việt Canh Bình) Hepburn: Horikoshi Kōhei) là một mangaka người Nhật Bản, trở nên nổi tiếng với bộ manga Học viện siêu anh hùng.

## Tiểu sử

### Học vấn
Kohei Korikoshi sinh ngày 20 tháng 11 năm 1986 tại tỉnh Aichi, Nhật Bản. Sau khi tốt nghiệp trường trung học phổ thông Toho, Horikoshi đã nhập học vào khoa Thiết kế của Đại học Nghệ thuật Nagoya. Khi còn đi học, anh đã giành được Giải thưởng Danh dự Tezuka lần thứ 72 (nửa cuối năm 2006) cho truyện ngắn Nukegara. Anh từng là trợ lý của Yasuki Tanaka, tác giả của bộ truyện tranh Summer Time Rendering, Hitomi no Catoblepas và Kagijin.

### Tác phẩm
Trước khi tốt nghiệp, Horikoshi đã debut bằng việc xuất bản truyện ngắn Tenko trong  Akamaru Jump 2007 SUMMER'' (Shueisha). Tiếp theo đó one-shot "My Hero'' đã được xuất bản trong "Akamaru Jump'' WINTER 2008.
Weekly Shonen Jump đã xuất bản one-shot Omagatoki Zoo trong số thứ hai năm 2010. Aimagaktoki Zoo được chuyển thành series dài kỳ trên Weekly Shonen Jump từ số 32 năm 2010 đến số 19 năm 2011.
One-shot "Space Boy Bulge" được xuất bản trong Shonen Jump NEXT! SUMMER 2011. Dựa trên one-shot này, Senshi no Bulge được đăng dài kỳ trên tạp WSJ từ số 25 năm 2012 .
Do Senshi no Bulge kết thúc trong thời gian ngắn nên Horikoshi trở nên suy sụp tinh thần, không thể nghĩ ra ý tưởng mới, thậm chí còn nghĩ rằng mình không thể vẽ manga được nữa. Tuy nhiên, Horikoshi đã tìm ra lối thoát với My Hero, tác phẩm nổi bật nhất trong các one-shot trước đây, và bắt đầu đăng dài kỳ Học viện siêu anh hùng trên Weekly Shonen Jump số 32 (2014) và là tác phẩm thú vị nhất của anh.
Năm 2019, Horikoshi giành được Giải thưởng Harvey cho Manga hay nhất với "Học viện siêu anh hùng".

## Đời tư
Khi tác phẩm đầu tay Tenko được xuất bản, ấn tượng đầu tiên của phóng viên phụ trách báo cáo về anh ấy là: "Khi tôi gặp Horikoshi tại bữa tiệc giải thưởng Tezuka, tôi đã rất ngạc nhiên khi thấy anh ấy cực kỳ vui tính, không giống như những người khác". Horikoshi thừa nhận anh ấy rất dễ xúc động.
Horikoshi cực kỳ hâm mộ truyện tranh siêu anh hùng của Mỹ sau khi xem bộ phim Spider-Man (2002). Anh ấy rất thích các siêu anh hùng, góc làm việc của anh ấy được trang trí bằng rất nhiều figure siêu anh hùng như Người Nhện và Người Dơi.
Ngoài ra, Horikoshi cũng là fan của thể loại shounen manga. Tác phẩm yêu thích của anh ấy là Nhóc Maruko, Dragon Ball, One Piece, Naruto, Akira, Tekkonkinkreet, Boys on the Run. Về hội họa, Horikoshi cho rằng chịu ảnh hưởng rất nhiều từ Yuyuki Nagata và cực kỳ hâm mộ mangaka Hideki Arai.